# Bel Aire
Bel Aire és una població dels Estats Units a l'estat de Kansas. Segons el cens del 2000 tenia 5.836 habitants.

## Demografia
Segons el cens del 2000, Bel Aire tenia 5.836 habitants, 1.976 habitatges, i 1.618 famílies. La densitat de població era de 1.033,6 habitants per km².
Dels 1.976 habitatges en un 47,3% hi vivien nens de menys de 18 anys, en un 73,4% hi vivien parelles casades, en un 6,8% dones solteres, i en un 18,1% no eren unitats familiars. En el 15,4% dels habitatges hi vivien persones soles el 5,6% de les quals corresponia a persones de 65 anys o més que vivien soles. El nombre mitjà de persones vivint en cada habitatge era de 2,95 i el nombre mitjà de persones que vivien en cada família era de 3,3.
Per edats la població es repartia de la següent manera: un 32,9% tenia menys de 18 anys, un 5,2% entre 18 i 24, un 33,2% entre 25 i 44, un 21,1% de 45 a 60 i un 7,6% 65 anys o més.
L'edat mediana era de 33 anys. Per cada 100 dones de 18 o més anys hi havia 95,1 homes.
La renda mediana per habitatge era de 66.937 $ i la renda mediana per família de 72.091 $. Els homes tenien una renda mediana de 50.236 $ mentre que les dones 35.298 $. La renda per capita de la població era de 23.202 $. Entorn del 3,7% de les famílies i el 4,8% de la població estaven per davall del llindar de pobresa.

## Poblacions més properes
El següent diagrama mostra les poblacions més properes.